# Malampa

Malampa trong Vanuatu

Malampa là một trong sáu tỉnh của Vanuatu, nằm ở trung tâm của đất nước và bao gồm ba hòn đảo chính:
- Malakula
- Ambrym
- Paama

Nó bao gồm một số đảo khác - các đảo nhỏ như Uripiv, Norsup, Rano, Wala, Atchin và Vao ngoài khơi bờ biển Malakula và đảo núi lửa Lopevi (hiện không có người ở). Cũng bao gồm quần đảo Maskelynes và một số đảo nhỏ hơn dọc theo bờ biển phía nam của Malakula.
Tên của tỉnh có nguồn gốc từ các chữ cái đầu tiên của MALakula, AMbrym, PAama.

## Dân số
Tỉnh có dân số 36.722 người (điều tra dân số năm 2009) và diện tích 2.779 km². Thủ đô của tỉnh là Lakatoro trên Malakula.

## Các đảo
| Tên                 | Dân số | Diện tích theo km² |
| ------------------- | ------ | ------------------ |
| Akhamb              | 646    |                    |
| Ambrym              | 7.275  | 678                |
| Arseo               | 0      |                    |
| Atchin              | 738    |                    |
| Avock               | 241    |                    |
| Khoti               | 14     |                    |
| Lopevi              | 0      |                    |
| Malakula            | 22.934 | 2.041              |
| Quần đảo Maskelynes | 1.022  |                    |
| Norsup              | 88     |                    |
| Paama               | 1.627  |                    |
| Rano                | 304    |                    |
| Tomman              | 253    |                    |
| Uri                 | 28     |                    |
| Uripiv              | 384    |                    |
| Vao                 | 898    |                    |
| Wala                | 270    |                    |

## Núi
- Pénot
- Maroum

## Vịnh
- Vịnh Black Sand